# Els comediants (Josep Maria de Sagarra)
Els comediants és un poema dramàtic en tres actes i en vers, original de Josep Maria de Sagarra, estrenat al teatre Romea de Barcelona, la vetlla del 18 d'abril de 1950. Representa un intent d'apartar-se de la seva fórmula amb obres d'ambientació contemporània.

## Repartiment de l'estrena
- Eva, en el primer acte noia menestrala, després actriu, 20 i 25 anys: Paquita Ferràndiz.
- Agripina, actriu i dama en el primer acte, característica en el segon i tercer, 55 i 60 anys: Emília Baró.
- Rosaura, actriu i senyora burgesa, 30 i 35 anys: Roser Coscolla.
- Mònica, mestressa de Fonda, tia d'Eva, 55 anys: Pepeta Gelabert
- Roland, actor i poeta, entre els 25 i els 35 anys: Pau Garsaball
- Eneas, galan jove, 30 anys: Pere Gil
- Hèctor, apuntador, músic i actor, 60 anys: Ramon Duran
- El Cavaller, marit ofès, de noble condició, 40 anys: Lluís Teixidor
- Salomó, propietari, 55 anys: Josep Soler.
- Protàgoras, 93 anys: Francesc Ferràndiz.